# Artabazanes
Artabazanes va ser rei d'un poble que Polibi anomena els satrapeis (satrapeii), segurament el poble hegemònic de la Mèdia Atropatene, el segle iii aC. Amb tota probabilitat era descendent del sàtrapa persa Atròpat, de l'època d'Alexandre el Gran.
Era el rei més poderós de la zona en temps d'Antíoc III el Gran. El seu regnat va durar aproximadament del 222 aC al 211 aC. Cap a l'any 220 aC Antíoc III, quan ja havia acabat amb la insurrecció de Moló de Mèdia, va dur a terme una demostració de força per intimidar els reis veïns, i el va atacar. El seu territori limita amb Mèdia i s'estenia fins al Pont Euxí, a la regió regada pel riu Rioni, que arriba fins a la mar Càspia. Segons Polibi, "la població era nombrosa i guerrera i proporcionava sobretot cavallers... i disposava de tots els recursos per suportar una guerra". El conflicte va atemorir Artabazanes, “sobretot per la seva edat, perquè era molt gran”, i va concloure amb un tractat de pau avantatjós pel rei selèucida. L'any 211 aC el regne va quedar sota sobirania selèucida.